# Rhabdiopteryx triangularis
Rhabdiopteryx triangularis is een steenvlieg uit de familie vroege steenvliegen (Taeniopterygidae). De wetenschappelijke naam van de soort is voor het eerst geldig gepubliceerd in 1972 door Braasch & Joost.